# 10250 Hellahaasse
10250 Hellahaasse è un asteroide della fascia principale. Scoperto nel 1971, presenta un'orbita caratterizzata da un semiasse maggiore pari a 2,3366358 UA e da un'eccentricità di 0,0390162, inclinata di 6,55348° rispetto all'eclittica. Ha un diametro di 3,506 km ed è dedicato alla scrittrice olandese Hella Haasse.